# Letov Š-14

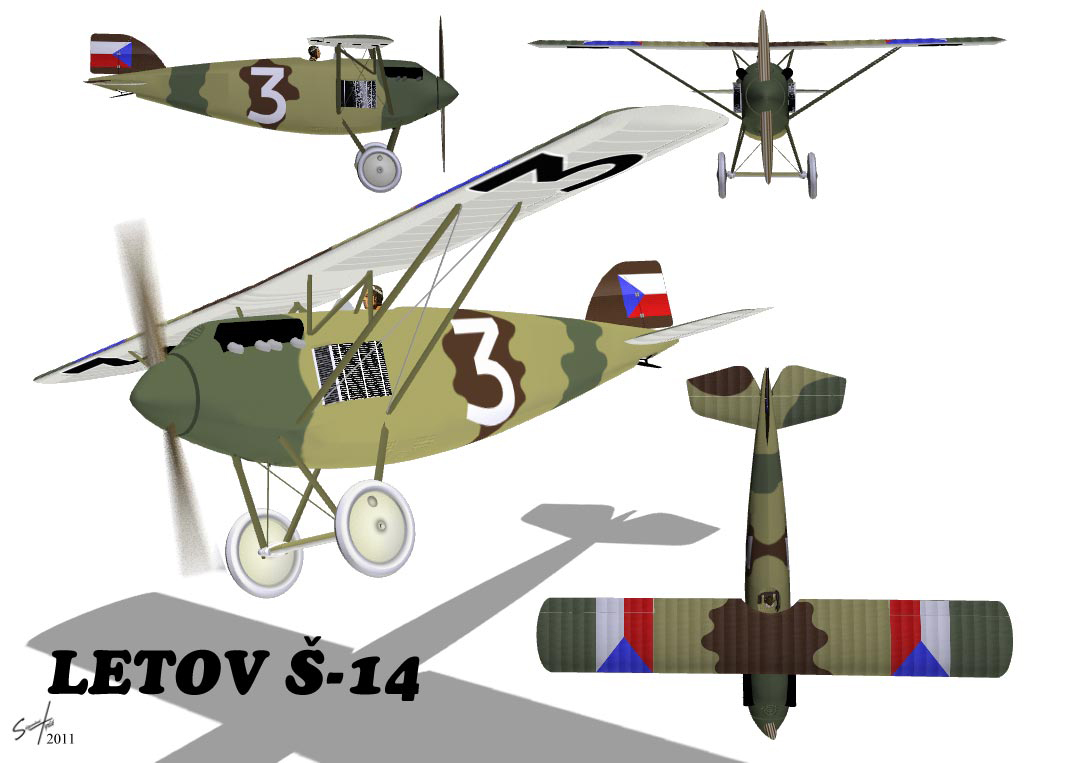
Letov Š-14

De Letov Š-14 is een Tsjechoslowaaks eenzits dubbeldekker jachtvliegtuig gebouwd door Letov. De Š-14 is ontworpen door ingenieur Alois Šmolík. Het toestel vloog voor het eerst in 1924. Er is maar één prototype van de Š-14 gebouwd. De ontwikkeling van de Š-14 was parallel aan die van de Š-13. De Š-14 heeft een conventionele configuratie. Later is de Š-14 omgebouwd tot een eendekker.

## Specificaties
- Bemanning: 1, de piloot
- Lengte: 6,43 m
- Spanwijdte: 8,10 m
- Vleugeloppervlak: 10,05 m²
- Leeggewicht: 664 kg
- Volgewicht: 896 kg
- Motor: 1× door Škoda in licentie gebouwde Hispano-Suiza 8Fb V-8, 220 kW (300 pk)
- Maximumsnelheid: 246 km/h
- Kruissnelheid: 230 km/h
- Vliegbereik: 495 km
- Plafond: 7 000 m